# 深圳出版社
深圳出版社（英語：Shenzhen Publishing House），原名海天出版社，是中华人民共和国的一个出版社，隶属深圳报业集团，地址位于广东省深圳市福田区振兴路1号2楼。

## 概述
1984年9月，中华人民共和国文化部批准创建。1985年4月5日，海天出版社正式成立于深圳市，是深圳经济特区的综合性出版社。内设社办公室、总编办公室、社会文教编辑部、经济管理编辑部、科学技术编辑部、文学艺术编辑部、对外合作编辑部及经营部。社属企业有海天电子图书开发公司、海天印务公司、海天版务公司、海天书应、海天设计公司、海天广告公司等。2022年9月，经国家新闻出版署批准同意，更名为深圳出版社。